# رویانا
رویانا دومین گوسفند همتاسازی‌شده در ایران است. این گوسفند در تاریخ ۸ مهر ۱۳۸۵ به دنیا آمد. این گوسفند زودتر از زمان پیش‌بینی‌شده به دنیا آمد و به همین دلیل نارس بود. این گوسفند از طریق عمل سزارین به دنیا آمد. نام انتخابی برای وی از نام پژوهشگاهی به نام پژوهشکده رویان که رویانا در آن به دنیا آمده بود، گرفته شده‌است. نام علمی رویانا " "(ROYANA) ROYAN-SHA-C۲است.

## مرگ
این گوسفند همتاسازی شده در تاریخ ۳ اسفند ۱۳۸۸ احتمالاً بر اثر نارسایی مزمن کبدی از دنیا رفت. جسد رویانا نخستین حیوان همتاسازی شده در خاورمیانه، پس از تاکسیدرمی در پژوهشگاه رویان نگهداری می‌شود تا برای همیشه به عنوان نماد توانمندی دانش زیست‌فناوری ایران در معرض دید همگان باشد.